# Broomhill (Northumberland)
Broomhill – wieś w Anglii, w hrabstwie Northumberland. Leży 37 km na północ od miasta Newcastle upon Tyne i 433 km na północ od Londynu.